# Parc régional des Grèves
Ne doit pas être confondu avec Colonie de vacances des Grèves.
Le parc régional des Grèves est un parc régional du Québec, aménagé sur la rive sud-est du fleuve Saint-Laurent. Inauguré en 2011, il est situé dans les municipalités de Contrecoeur, dans la municipalité régionale de comté de Marguerite-D'Youville, dans la Région administrative de la Montérégie, au Québec, au Canada.
La vocation de ce parc est d'assurer la conservation des paysages en même temps que d'organiser des activités récréatives. Ce parc est administré par la Coopérative de solidarité du parc régional des Grèves.

## Caractéristiques du parc
À la suite de l'expansion territoriale de 2020, l'ensemble des lots protégés par différents types d'ententes de conservation occupe une superficie de 0,83 km2 dont une soixantaine d'hectares d'aire protégé.
Ce parc est délimité au nord-est par environ 2 km de la rive sud-est du fleuve Saint-Laurent, par le chemin du golf (côté Est), le chemin de fer.
Ce parc est séparé en trois zones:
- celle près du fleuve Saint-Laurent;
- celle entre la route 132 et le chemin de fer;
- celle longeant le côté Est de la voie ferrée.

## Bâtisses et infrastructures
Le parc comporte deux chalets, soit:
- l'accueil Contrecoeur, situé sur le site de la Colonie de vacances des Grèves, au 10350 route Marie-Victorin, Contrecœur J0L 1C0;
- l'accueil Sorel-Tracy, situé au 3100, chemin du Golf, Sorel-Tracy, QC, J3R 0E9.

Chaque chalet comporte un site d'interprétation du patrimoine, un stationnement aux visiteurs, un poste de secours pour les premiers soins, des services de base pour les activités récréatives et touristiques. La distance entre les deux chalets est de 12 km.
Onze sentiers multifonctionnels (marche, ski de fond et raquettes) ont été aménagés dans ce parc, sur plus de 14 km. En hiver, ce parc offre 9 km de pistes de ski fond, 5 km de pistes de ski patin et 9 km de sentiers de raquette et de marche hivernale.
Ces sentiers sont accessibles gratuitement sur les quatre saisons. L'accès est uniquement à pied ou, l'hiver, à raquettes ou en ski de fond.
Tous les sentiers sont accessibles aux PMR. Néanmoins, les chemins en caillebotis ne comportent pas de rails de sécurité.

## Principales activités
Les sentiers du parc sont populaires en toutes saisons. Les visiteurs du parc peuvent faire l'observation du fleuve et de la nature sauvage, faire de la photographie, prendre un pique-nique, pratiquer le PMR, pratiquer la raquette ou le ski de fond.
Plusieurs groupes organisent des activités dans le parc: classes en nature, regroupement des aînés, groupes scientifiques (orthologues, arboristes, collectionneurs...), familles, etc.
Le parc ouvre du lever jusqu'au coucher du soleil. L'entrée est gratuite.

## Histoire
En 2006, quatre partenaires (Rio Tinto Fer et Titane, le Cégep de Sorel-Tracy, la Colonie des Grèves et l’organisme à but non lucratif Kinéglobe) s'allient aux villes de Contrecœur et de Sorel-Tracy pour constituer la «Coopérative de solidarité du parc régional des Grèves», laquelle vise à développer cette zone en parc régional pour bonifier l'offre d'activités récréatives et touristiques.
En 2009, la ville de Contrecœur et Nature-Action Québec s'affilient pour acquérir une partie du bois de Contrecœur, soit 65 hectares, qui appartenaient à la colonie de vacances des Grèves. Cet acquisition fut rendue possible financièrement grâce à la participation de la Communauté Métropolitaine de Montréal (CMM), la Fondation Hydro-Québec pour l’Environnement (FHQE), le ministère du Développement durable, de l’Environnement et des Parcs (MDDEP) ainsi que de la ville de Contrecœur. Ces partenaires reconnaissaient l'écosystème forestier exceptionnel du bois de Contrecœur.
Dès 2010, est réalisée une promenade sur le littoral du fleuve Saint-Laurent afin de mettre le site en valeur tout en protégeant la nature. En 2010, les quatre partenaires lancent le projet de 2.5 millions visant surtout à aménager la colline (site P-84) de résidus miniers d'environ 500 mètres de large, deux kilomètres de long et 35 mètres de haut. Ce site qui est situé entre l'autoroute 30 et la route 132, occupe 290 hectares. L'objectif était alors de mettre en valeur ce site en créant une zone touristique de récréation,.
En 2016, l'Union des municipalités du Québec (UMQ) décerne le prix «Votre coup de cœur» conjointement aux villes de Contrecœur et de Sorel-Tracy pour récompenser leurs initiatives visant le développement du parc régional des Grèves.
En 2019, une subvention de 53,000$ est accordée par le Fonds d'appui au rayonnement des régions (FARR) afin de construire divers aménagements dans le parc tandis que 99000$ sont octroyés pour la mise à niveau des infrastructures de la colonie de vacances des Grèves. Cette somme servit notamment à l'aménagement d'un mur d'escalade extérieur, l'ajout de deux nouvelles stations d'interprétation, l'installation d'un nouveau mobilier extérieur pour les aires de repos, un réaménagement du stationnement du pavillon d'accueil de Sorel-Tracy, afin de favoriser les activités récréatives et touristiques notamment en bonifiant les infrastructures sur l'interprétation de la nature.
En novembre 2019, une servitude de conservation perpétuelle est consentie sur huit lots acquis depuis 2009. Cette initiative s'inscrit dans le cadre du développement durable de la ville de Contrecœur afin de préserver l'état naturel du parc des Grèves.
En 2020, grâce à un investissement de 190,000$ fait conjointement par la ville de Contrecœur et par Nature-Action Québec, la zone de conservation du parc régional s’agrandit de 15 hectares sur le territoire de Contrecœur. Cet agrandissement pour fin environnementale porte sur deux lots avec convention d'indivision.
Cette acquisition de 2020 s'intègre à la «Trame verte et bleue du Grand Montréal» qui vise la protection et la mise en valeur de milieux naturels, de paysages et de patrimoines bâtis. Il s'agit d'une perspective intégrée et globale, qui s'appuie sur des initiatives locales à l'échelle du Grand Montréal.